# Акулинин, Анатолий Иванович
Анатолий Иванович Акулинин (11 ноября 1951 — 28 апреля 2024) — генерал-майор ВС РФ (2005), деятель войск радиоэлектронной борьбы СССР и Российской Федерации, почётный радист России (2002).

## Биография
Родился 11 ноября 1951 года в посёлке Тельбес Кузедеевского района Кемеровской области) (ныне Мундыбашское городское поселение, Таштагольский район).
Окончил Красноярское радиотехническое училище в 1972 году. После окончания был назначен в 11-ю общевойсковую армию ПВО, начав службу в войсках Дальневосточного военного округа. В 1972—1975 годах Был командиром взвода шумовых помех 541-го отдельного радиотехннического батальона, в 1975—1978 годах — командир роты дезинформирующих помех 541-го батальона электронного подавления. Окончил Военную инженерную радиотехническую академию ПВО имени Маршала Советского Союза Л. А. Говорова в 1981 году.
В 1981—1983 годах — начальник 1103-го отдельного узла РЭБ на полигоне Ашулук (48-я учебная авиационная зенитная база войск ПВО), в 1983—1986 годах — начальник 529-го отдельного центра РЭБ в Тольятти в составе 28-й дивизии ПВО. Центр под его руководством завоевал переходящее Красное знамя Куйбышевского областного комитета КПСС. в 1986—1988 годах — начальник РЭБ Рижского 27-го корпуса ПВО Прибалтийского военного округа в Риге, в 1988—1994 годах — командир 214-го отдельного полка РЭБ 27-го корпуса в Калининграде. Корпус под его руководством в течение пяти лет признавался отличным, а в 1993 году был признан лучшим полком ВС РФ.
В 1990 году А. И. Акулинину досрочно было присвоено воинское звание полковника. В 1994 году он окончил Военную академию ПВО имени Маршала Советского Союза Г. К. Жукова в 1994 году, в том же году назначен на должность заместителя начальника Военного института радиоэлектроники (г. Воронеж), которую занимал до 1999 года. С 1999 года был начальником 5-го ЦНИИИ МО РФ, переименованного 6 мая 2005 года в ФГНИИЦ РЭБ ОСЭЗ МО РФ. 6 мая 2005 года присвоено звание генерал-майора. Пост начальника занимал до 2006 года. Под руководством А. И. Акулинина центр принял участие в ряде международных салонов и выставок объектов интеллектуальной собственности, завоевав пять золотых и семь серебряных медалей.
С 2007 года — заместитель начальника Воронежского испытательно-аналитического центра ОАО «Концерн „Созвездие“», с 2012 года — инспектор группы ветеранов. С 18 марта 2017 года — первый заместитель председателя Воронежского отделения Российского союза ветеранов. С 13 декабря 2018 года — член организационного комитета «100-летие Военно-воздушной академии» по подготовке и празднованию юбилейных дат Военно-воздушной академии имени профессора Н. Е. Жуковского и Ю. А. Гагарина.
Скончался 28 апреля 2024 года.

## Награды
- Орден «За службу Родине в Вооружённых Силах СССР» III степени (1986)[2]
- Медаль «За отличие в воинской службе» I степени (1994)[2]
- Лауреат премии Правительства Российской Федерации в области науки и техники[1]
- Почётный радист России (2002)[2]
- Почётный член Российского союза ветеранов (16 февраля 2018)[2]
- Другие государственные и частные награды[3]